# Abu Bakr
Abū Bakr, ʿAbd Allāh b. Quhāfa ʿUthmān b. ʿĀmir b. ʿAmr. b. Kaʿb b. Saʿd b. Taym b. Murra (d. 22 Jumādā II 13/23. august 634) var en velkendt fælle af profeten Muhammed, samt profetens svigerfader og historisk efterfølger kalif (khalīfa). Indenfor sunnisme betegnes han generelt som den første af de fire retledte kaliffer (khulafāʾ al-rāshidūn).

## Liv og gerning
Abu Bakr var født i Mekka, en quraishi af Banu Taim-klanen. Ifølge tidlige muslimske historikere var han en handelsmand og højt anerkendt som dommer, som tolker af drømme og som en, som var lærd i Mekkas traditioner. Han var en af de sidste personer, man ville have forventet skulle konvertere til troen prædiket af hans stammefrænde Muhammed. Alligevel var han en af de første, som konverterede til Islam og central i konverteringen til mange af quraisher og indbyggere i Mekka. 
Oprindelig blev han kaldt Abd-ul-Ka'ba ("tjener af Guds hus"), men da han konverterede, tog han navnet Abd-Allah ("tjener af Gud"). Men han bliver almindeligvis kaldt Abu Bakr (fra det arabiske ord bakr betyder en ung kamel) på grund af sin interesse i at opfostre kameler. Sunni-muslimer anerkender ham også som Al-Siddiq ("den sandfærdige" eller "oprigtige"). Hans fulde navn var Abd-Allah ibn Abi Quhaafah.
Abu Bakr, en gang en velstående mand, gjorde sig selv fattig ved at frigive otte muslimske slaver for at redde dem fra deres polyteistiske mestre: Bilal, Abu Fakih, Ammar, Abu Fuhayra, Lubaynah, Al-Nahdiah, Umm Ubays og Zinnira.
Han var en af Muhammeds konstante kompagnoner. Da Muhammed flygtede fra Mekka i hijra i 622, var Abu Bakr den eneste, som fulgte ham. Abu Bakr blev også knyttet til Muhammed gennem ægteskab, da Abu Bakrs datter Aisha blev forlovet til Muhammed kort tid efter flytningen til Medina.